# Idaea promiscuaria
Idaea promiscuaria là một loài bướm đêm trong họ Geometridae.